# リス亜目
リス亜目またはリス形亜目（リスあもく・りすけいあもく Sciuromorpha）は、齧歯目に属する亜目である。リスやヤマネの仲間が属する。
齧歯類で最初に分岐した、最も原始的なグループである。
かつては、顎骨の構造から、進化した顎を持つヤマアラシ下目以外の全ての齧歯類、つまり、ネズミ亜目、ヤマアラシ亜目グンディ下目と共にリス顎亜目 Sciurognathi にまとめられていた。これをリス亜目と呼ぶこともあるので注意。

## 下位分類
現生では、2下目（または上科）3科が属する。そのほか、絶滅した数科が属する。
- ヤマネ下目 Glirimorpha （ヤマネ上科 Gliroidea）
  - ヤマネ科 Gliridae - ヤマネなど
- リス下目 Sciurida （リス上科 Sciuroidea）
  - リス科 Sciuridae - シマリス、プレーリードッグ、マーモットなど
  - ヤマビーバー科 Aplodontidae - ヤマビーバーのみ
- 原齧歯形下目(絶滅) Protrogomorpha
- 絶滅（下目不明）
  - アロミス科 Allomyidae
  - ミラガウルス科 Mylagaulidae
  - Reithroparamyidae